# Oncocnemis sectilis
Oncocnemis sectilis är en fjärilsart som beskrevs av Smith 1894. Oncocnemis sectilis ingår i släktet Oncocnemis och familjen nattflyn. Inga underarter finns listade i Catalogue of Life.